# Parque nacional Warrumbungle
El Parque Nacional Warrumbungle (Warrumbungle National Park) está situado en el centro norte de Nueva Gales del Sur (Australia), a 550 km al noroeste de Sídney. Afuera del área metropolitana de los parques metropolitanos de Sídney, es el parque nacional más visitado den Nueva Gales del Sur.
El nombre oficial es Parque Nacional Warrumbungle, en base nombre geográfico Cadena Warrumbungle. Esta serie de montes es con frecuencia abreviada a los Warrumbungles, y por lo tanto con frecuencia se oye en plural.  La tira de historietas Warrumbunglers pudo haber jugado alguna parte en su uso.

## Características

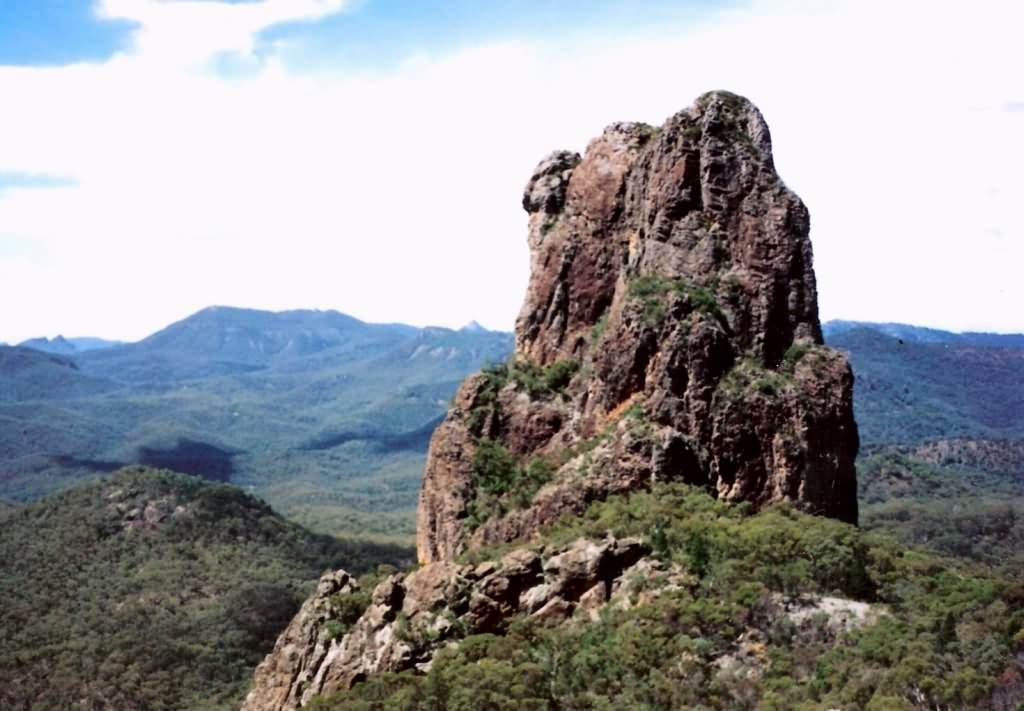
El remanente volcánico conocido como Belougery Spire en la cordillera de Warrumbungle.

Este incorpora la parte más importante de la Cadena Warrumbungle, una región de anterior actividad volcánica con inusuales formaciones de lava. Algunas de las más conocidas formaciones de roca incluyen la Montaña Bluff (Bluff Mountain), el Monte Exmouth (Mount Exmouth) que es la montaña más alta en el parque), The Breadknife, Split Rock, Fans Horizon y el Cráter Bluff  (Cráter Bluff).
Hay muchos caminos forestales panorámicos y tanto la escalada como el rápel son populares. El parque conserva hábitat para la población koalas que suman cientos. Es también el lugar donde se encuentra el Observatorio Anglo-Australiano, el cual tiene uno de los telescopios ópticos más grandes del hemisferio.

## Instalaciones
Existen cuatro sitios de campamento principales. Solo se permite acampar en el parque después de obtener un permiso, existiendo un centro de visitantes para reservas y llaves para un cierto número de chozas. El parque también provee de alimentos a grandes grupos escolares. Hay estufas eléctricas gratis, pero no se permite traer leña ni obtenerla dentro de los terrenos del parque.

## Historia
El área fue primero proclamada como una reserva en 1953. En 1967 la administración del parque fue cedida al Servicio Nacional Para la Vida Salvaje y los Parques Nacionales (National Parks and Wildlife Service). El parque cuenta con una red de caminos peatonales hechos a mano. El parque fue añadido a la lista del Patrimonio Mundial en diciembre de 2006.